# Mary Whiton Calkins
Mary Whiton Calkins, ameriška filozofinja in psihologinja, * 30. marec 1863, Hartford, Connecticut, ZDA, † 26. februar 1930, Newton, Massachusetts, ZDA. Bila je tudi prva ženska predsednica Ameriškega psihološkega društva in Ameriškega filozofskega društva.

## Življenje
Mary Whiton Calkins se je rodila 30. marca 1863 v Hardfordu, Connecticut, mami Charlotte in očetu Wolcottu Whiton Calkins. Bila je najstarejša izmed petih otrok. Njena družina je imela pomembno vlogo v njenem življenju. Leta 1880 se je z družino preselila v Newton, Massachusetts, kjer je začela s svojim šolanjem. Po končani srednji šoli se je s pomočjo očeta vpisala na fakulteto. Po smrti sestre, l. 1883 si je vzela leto dni premora od študija, v tem času se je posvetila učenju grščine. Leta 1884 se je vrnila k študiju in diplomirala iz filozofije.
Po končanem študiju se je z družino odpravila na potovanje po Evropi, kjer je zaradi zanimanja o grški kulturi le to raziskovala. Po vrnitvi domov ji je oče uredil razgovor za službo na kolidžu Wellesley, kjer bi poučevala staro grščino. Tri leta je tam delala najprej kot inštruktorica, nato pa tudi kot učiteljica grščine. Kasneje ji je tamkajšnji profesor filozofije ponudil mesto profesorice psihologije in filozofije pod pogojem, da dopolni svojo izobrazbo.
Kjub temu, da so v njenem času ženske začele pridobivati več priložnosti, se je v svoji karieri morala spoprijeti s številnimi neenakostmi. Ker si je želela študirati na fakulteti z laboratorijem, se je odločila za vpis na Harvard, vendar v tistem času tam niso sprejemali žensk. Oče je na Harvard poslal prošnjo za njen sprejem. Ker je bila le ta zavrnjena, vendar ji je bilo dovoljeno se vpisati na Harvard Annexu, iz katerega se je kasneje razvil dekliški kolidž Radcliffe. Na Harvard Annexu je med drugim poučeval Josiah Royce, ki ji je omogočil obisk predavanj na rednem Harvardu, kjer je učil William James. Predstojnik Harvarda je bil proti ideji, da bi se ženska izobraževala v isti sobi kot moški. Pod pritiskom Jamesa in Roycea in peticije Maryjinega očeta je dovolil, da obiskuje redna predavanja pod pogojem, da ni registrirana kot študentka.

## Kariera v psihologiji
Svoj poglobljen študij psihologije je začela pod mentorstvom Williama Jamesa, leta 1890. Ker je Calkins bolj zanimala eksperimentalna psihologija, kar pa ni bilo Jamesovo področje, je začela delati ob Edmundom Sanfordom iz Univerze Clark. Ta ji je kasneje tudi pomagal ustanoviti prvi ženski psihološki laboratorij na Wellesleyju. Sanford je Calkins podučil o eksperimetalnih laboratorijskih postopkih in ji pomagal zbrati in narediti mnogo laboratorijskih instrumentov za njen laboratorij na Wellesleyu. Leta 1891 se je Calkins vrnila na Wellesley kot inštruktorica psihologije. Po odprtju laboratorija je le ta hitro pridobil zanimanje in prvega seminarja v njem se je udeležilo kar petdeset študentov. Calkins je začela načtovati svoje nadaljnjo izobraževanje na področju psihologije. Sanford ji je priporočil programe v Evropi, saj univerze v ZDA v tistem času niso sprejemale žensk. Calkins je začela delati s Hugom Munsterbergom, ki je v tistem času prišel iz Nemčije in pričel z delom na Harvardu. V treh letih študija pod Munsterbergom je bilo izdanih veliko njenih raziskav, med drugimi tudi raziskava o sanjah, katero je naredila skupaj s Sanfordom. V tem času je Calkins raziskovala tudi spomin, kar jo je pripeljalo do iznajdbe metode asociacij. Ta raziskava je bila del njene doktorske disertacije, ki je bila izdana 1896. Ker je bil predstojnik Harvarda Charles William Eliot prepričan, da se morata oba spola ločeno izobraževati, ji je zanikal doktorat, čeprav je Calkins opravila vse zahteve in imela priporočila vseh svojih profesorjev. Ko je dopolnila svojo izobrazbo, se je leta 1895 vrnila na Wellesley, kjer jo je čakala služba profesorice psihologije in filozofije. 

## Dosežki
Mary Calkins je izdala štiri knjige in več kot sto drugih del na področju psihologije in filozofije. Njen prvi učbenik z naslovom Uvod v psihologijo (An Introduction to Psychology), je bil objavljen leta 1901. Kasneje je izdala tudi knjigo Vztrajni filozofski problemi (Persistent Problems of Philosophy, ki je izšla leta 1907 ter Dobri človek in dobro (The Good Man and The Good), izdano leta 1918. Zanimala se je tudi za spomin ter idejo jaza, vendar je kasneje ugotovila, da pojem jaz ni opredeljiv. 
Leta 1905 je bila izvoljena za predsednico Ameriškega psihološkega društva in leta 1918 za predsednico Ameriškega filozofskega društva. S tem je postala prva ženska, ki je imela pomemben položaj v obeh društvih. Po štiridesetih letih učenja na kolidžu Wellesley se je leta 1929 upokojila. Najbolj je znana po svojih dosežkih na področju psihologije in za svoje prizadevanje za enakopravnost žensk.

## Raziskovanje sanj
Med izobraževanjem z Edmundom Stanfordom se ji je ponudila priložnost preučevanja njenih in Sanfordovih sanj. V obdobju enega tedna je sama zabeležila 205, Sanford pa 107 sanj. Zbujala sta se s pomočjo budilke ob različnih urah vsako noč in si takoj sanje zabeležila.
Vsako jutro sta vse sanje preučila, ne glede na njihovo pomembnost. Kot del raziskave sta hotela ugotoviti tudi povezanost sanj z ‘’budnim’’ življenjem, tako da sta poskusila opredeliti ljudi in okolje njunih sanj. Calkins je kasneje v svoji avtobiografiji razložila, da sanje zgolj reproducirajo osebe in prostore, katerim smo bili nazadnje izpostavljeni in da so le redko povezane z zelo pomembnimi dogodki v našem življenju. Njena raziskava sanj je temeljila na konceptu sanj, ki ga je zasnoval Sigmund Freud. 

## Spomin
V času ko je delala z Hugom Munsterbergom je v glavnem preučevala spomin. Zanimale so jo predvsem asociacije in kako vplivajo na to kako hitro in kako dobro si zapomnimo stvari. V eksperimentu je zbrala nekaj številk in vsaki dodala različno barvo. Želela je, da bi udeleženi ob tem ko se je zopet prikazala ena od barv, povedali številko katera je spadala zraven. Ugotovila je, da so si bolje zapomnili številke katere so bile asociirane z živimi barvami, kot pa tiste z nevtralnimi. Uporabila je tako metodo za pomnjenje, da je, ko so osebku pokazali neko stimulacijo, on moral to povezati s pravilnim odgovorom. Ta metoda je danes najbolj razširjena metoda za učenje in pomnjenje. Njene raziskave so bil vključene v mnoga dela drugih psihologov. Raziskave o spominu in asociacijah so prepoznane kot njen največji prispevek k psihologiji.

## Poskusi pridobitve socialne enakosti za ženske
Mary Whiton Calkins je bila dejavna podpornica ženskih pravic. Zavzemala se je za žensko volilno pravico, za izobrazbo žensk in odpravo neenakosti med spoloma. Nasprotovala je vojni in nasilju ter bila članica organizacije za državljanske svoboščine American Civil Liberties Union. 
Leta 1902 je kolidž Radcliff, dekliška fakulteta pod okriljem Harvarda, ponudil doktorate štirim ženskam, ki so dokončale študij na Harvardu, vendar jim ga ta zaradi spola ni hotel odobriti. Calkins ga ni sprejela in s tem še bolj izpostavila neenakost med moškimi in ženskami. Calkins je danes znana kot prva ženska, ki je doktorirala na področju psihologije, čeprav doktorata uradno sploh ni dobila.
Diskriminacija jo je spremljala skozi celo življenje. V svoji avtobiografiji je izpostavila dogodek, ko so ji prepovedali vstop v gostilno. Čeprav se je zdelo, da je imela stalne težave kot ženska na svojem področju, je v avtobiografiji izrazila hvaležnost posameznikom, ki je niso obravnavali drugače. 

## Vir
- http://www.apa.org/about/governance/president/bio-mary-whiton-calkins.aspx
- http://www.feministvoices.com/mary-whiton-calkins/ Arhivirano 2019-12-25 na Wayback Machine.

1. 1 2 3 4  Ogilvie M. B. The Biographical Dictionary of Women in Science: Pioneering Lives From Ancient Times to the Mid-20th Century — Routledge, 2003. — Vol. 1. — P. 221-222. — 798 p. — ISBN 978-1-135-96342-2
2. 1 2  Encyclopædia Britannica
3. ↑  SNAC — 2010.